# کارگزاران (روزنامه)
روزنامهٔ کارگزاران به صاحب امتیازی حزب کارگزاران سازندگی ایران که از احزاب جناح اصلاح‌طلبان به‌شمار می‌رود و مدیریت سید مرتضی سجادیان انتشار خود را از سال ۱۳۸۴ ه‍.ش آغاز کرد.
این روزنامه در ۱۱ دی ۱۳۸۷ به‌دلیل چاپ بیانیهٔ دفتر تحکیم وحدت پیرامون حوادث غزه و محکوم کردن حماس، توسط وزارت ارشاد و دادستانی تهران (سعید مرتضوی) توقیف شد.
مهران کرمی سردبیر روزنامهٔ کارگزاران ساعاتی پس از توقیف در اطلاعیه‌ای ادعا کرد: «در ذیل همین خبر بخشی که مربوط به انتقاد از مقاومت اسلامی فلسطین بود توسط سردبیر و مدیرمسئول حذف شده بود، این حذفیات در موقع نهایی شدن صفحه اعمال نشده بود.»
البته بیانیهٔ دفتر تحکیم توسط خود روزنامه به صورت خبری تنظیم و در این راستا قسمت‌های مهم متن آن گزینش شده بود.
پرویزی، مدیرکل مطبوعات و خبرگزاری‌های داخلی با تأیید خبر توقیف روزنامهٔ کارگزاران، در مورد علت توقیف این نشریه اظهار کرد: در جلسه مورخهٔ ۱۱/۱۰/۸۷ هیئت نظارت بر مطبوعات تخلفات روزنامهٔ کارگزاران از مفاد مادهٔ شش قانون مطبوعات مطرح شد و براساس تبصرهٔ مادهٔ ۱۲ قانون مطبوعات این نشریه توقیف و پرونده جهت پیگرد قانونی به دادگاه ارسال می‌شود.

اطلاعیه‌ای که انتشار آن موجب توقیف روزنامهٔ کارگزاران شد

وی در مورد علت توقیف افزود: این روزنامه در تاریخ ۱۰/۱۰/۸۷ با درج مطلبی جنایت ضد بشری رژیم صهیونیستی در غزه را تطهیر و مدافعان فلسطینی را گروهی تروریست و اقدامات آن‌ها را حرکت ضد بشری قلمداد کرده‌است که با پناه گرفتن در کودکستان‌ها و بیمارستان‌ها موجبات بمباران و مرگ کودکان و غیرنظامیان را فراهم کرده‌است.